# Baron Caher
Baron Caher (auch Cahir), of Caher in the County of Tipperary, war ein erblicher britischer Adelstitel, der zweimal in der Peerage of Ireland verliehen wurde.
Familiensitz der Barons war Cahir Castle im County Tipperary.

## Verleihungen
Der Titel wurde am erstmals am 10. November 1543 an Thomas Butler, Gutsherr von Cahir, verliehen. Er war ein Schwiegersohn des Piers Butler, 8. Earl of Ormonde. Der Titel erlosch beim Tod seines Sohnes, des 2. Barons, 1560.
In zweiter Verleihung wurde der Titel am 6. Mai 1583 für Sir Theobald Butler. Dieser war ein Neffe des 1. Barons erster Verleihung. Sein Urururenkel, der 10. Baron, wurde am 22. Januar 1816, ebenfalls in der Peerage of Ireland, auch zum Earl of Glengall und Viscount Caher erhoben. Alle drei Titel erloschen beim Tod von dessen einzigem Sohn, dem 2. Earl, am 22. Januar 1858.

## Liste der Barons Caher

### Barons Caher, erste Verleihung (1543)
- Thomas Butler, 1. Baron Caher († 1558)
- Edmund Butler, 2. Baron Caher († 1560)

### Barons Caher, zweite Verleihung (1583)
- Theobald Butler, 1. Baron Caher († 1596)
- Thomas Butler, 2. Baron Caher (1568–1627)
- Thomas Butler, 3. Baron Caher († 1648)
- Pierce Butler, 4. Baron Caher († 1676)
- Theobald Butler, 5. Baron Caher († 1700)
- Thomas Butler, 6. Baron Caher († 1744)
- James Butler, 7. Baron Caher (1711–1786)
- Pierce Butler, 8. Baron Caher (um 1727–1788)
- James Butler, 9. Baron Caher († 1788)
- Richard Butler, 1. Earl of Glengall, 10. Baron Caher (1775–1819)
- Richard Butler, 2. Earl of Glengall, 11. Baron Caher (1794–1858)